# Tazo
Un tazo (también conocido como flippo, pog, cap, tap, o chipitap, entre otros) es un disco hecho de plástico y cartón, de aproximadamente 2,5cm (una pulgada) o más de diámetro con dibujos de caricaturas, los cuales fueron incluidos durante los años 1990 por compañías de snacks y luego de golosinas en sus envases. PepsiCo Snacks fue la principal marca en la difusión de los tazos entre los principales consumidores infantiles en Argentina y Uruguay, Frito-Lay fue la marca de Tazos en Colombia. Por último en los países Venezuela y también República Dominicana (actualmente, Frito-Lay aún sigue ofreciendo los tazos en este país) donde tuvieron gran auge y casi todos los días se veían grandes grupos de niños jugando a los "tazos", Walkers fue la principal en el Reino Unido, mientras que Sabritas lo fue en México y Evercrisp en Chile. Los tazos llegaron a España de la mano de Matutano a finales de 1994 y a los Países Bajos de la mano de Smith llamados flippos. Debido a la dificultad de obtención de estos últimos, los flippos de Europa tienen un alto valor. En Perú los tazos llegaron a mediado de 1995 gracias a la marca Winters, y sus chocolates Hit, por lo que se llamaron HitTazos, y a fines de 1999 gracias a la marca Chipy de Frito Lay, llegaron nuevos tazos pero esta vez con el nombre de Taps, por eso fueron conocidos como ChipyTaps. Todos aquellos tazos se podían conseguir como “regalo” dentro de las diferentes bolsas de patatas fritas y aperitivos de la compañía. Estas eran coleccionadas por niños y utilizadas para jugar en diferentes juegos en las escuelas.

Grupo de tazos (algunos de Mortal Kombat y otros de Pacman)

En la actualidad, hay varios coleccionistas de tazos en estos países y en los Estados Unidos y Canadá. Se cree que originalmente el juego inició con las tapas de botellas de leche, ya que el juego se llamaba Milk Caps.

## Tipos de tazos
Se desconoce cuándo exactamente salieron al mercado, aunque algunos dicen que salieron en 1992, en Hawái, cada niño tenía una colección de aproximadamente 1700 POGs. Los primeros modelos en Latinoamérica que aparecieron estaban decorados con los personajes de las series Taz-Mania (llamados Super Tazos) y Tiny Toons, muy populares por aquel entonces (finales de 1994).
Gracias a una agresiva campaña publicitaria en la televisión a la hora de los dibujos, los niños se abalanzaban sobre las bolsas de patatas para conseguir el tazo.
Tal fue el gran éxito de estas fichas de plástico que a las pocas semanas el jugar a los tazos se había convertido en toda una institución a la hora del recreo. Incluso muchos supermercados y kioskos se quedaron sin stock de bolsas de aperitivos ante la gran demanda de bolsas de patatas. Los tazos se podían coleccionar y apostar en las partidas; eran como las canicas y los cromos al mismo tiempo.
Además, dada la fiebre desatada, numerosas compañías sacaron sus propios tazos, normalmente de cartón en lugar de plástico. Muchos estaban basados en franquicias como el videojuego Street Fighter II, El rey león (estrenada por esas fechas), Cosas de casa (llamados Urkelazos), Mortadelo y Filemón (llamados Rondos y basados en la serie de dibujos de la época), etc. La polémica se desató en junio de 1995 con una versión para "adultos" llamada T-Tazas. Con la compra de seis chicles de nombre "Bikini Baby", se regalaba un "tazo" con una mujer en biquini. Cuando este biquini era humedecido (normalmente con saliva), se descubrían sus pechos. La mayor parte de sus consumidores eran niños, por lo que se denunció el caso en León, España, a la empresa Leaf Iberia de Elche durante el verano de 1995.

### Tazo
El normal solo con dibujo. Fueron los primeros Tazos en aparecer en México a finales de 1994, y estaban basados en la franquicia de los Looney Tunes. Valían 1 punto y su numeración llegaba hasta el 50. La mayoría de estos tazos tenían inscrita una palabra que hacía referencia a su ilustración. Dicha palabra describía la acción de la ilustración añadiéndosele el sufijo -azo: (quemazo, saltazo, bomberazo...). Otros tazos, en cambio, eran ilustraciones de los personajes sin más. Su parte trasera era azul suave y se leía claramente: TAZO. Los Mega Tazos continuaban su numeración a partir del número 51.

### Super Tazo
Eran tazos basados en la serie de televisión Taz-Mania, que gozaba de popularidad a finales de 1994 en México. Era la única colección de Sabritas, dentro de la primera numeración (150), que no era de Tiny Toons. Las ilustraciones eran de escenas de la serie y de sus personajes, con su nombre impreso. La parte trasera era verde claro y se leía: Super Tazos. Valían 2 puntos, y su numeración continuaba la de los Mega Tazos a partir del número 71, llegando hasta el 100 (30 en total).

### Chiqui Tazos
Normales con la parte posterior morada y el texto "chiqui tazo". Valían 2 puntos y eran 10 en total. Su numeración iba aparte de las del resto de Tazos de Matutano en España. Sus ilustraciones no hacían referencia a Warner bros, si no a versiones caricaturizadas del humorista español muy popular en esos momentos llamado Chiquito de la calzada, acompañado de sus expresiones célebres: "Norrr" "Fistro" "Te das cuen?". Estos tazos venían en unas bolsas de aperitivos llamadas "Fistros". Fue un producto ciertamente exclusivo, que desapareció meses más tarde, y su sabor y forma recordaba a los Boca Bits.

### Magic Tazos
Normales con las parte posterior en rosa y con el texto "Magic tazo". Se trataba de unos tazos de impresión lenticular tipo "flip" en el que se podía ver su imagen cambiar dependiendo del ángulo en el que se miraba dicho tazo. Estaban basados de nuevo en Tiny Toons, valían 2 puntos, y el material era más blando y su parte trasera era rosada. Su numeración continuaba la de los Super Tazos de la serie de Taz-Mania, a partir del número 101, y eran 50 en total.

### Mega Tazos
Normales, fabricados por la empresa mexicana Imagics dedicada a la producción de álbumes y estampas. Estos venían en los sobres de estampas incluían cinco estampas normales más un medallazo.
Los primeros eran también de los Tiny Toons, pero se diferenciaban de los demás (Tazos y Magic Tazos) en que los personajes protagonistas se encontraban dentro del típico túnel rojizo de los dibujos de la Warner Bros. Valían 3 puntos, la parte trasera era amarilla, y la numeración comenzaba en el 51 (continuando directamente a los tazos normales) y llegando al número 70 (20 en total). En España salió a la vez que el Master Tazo y, en televisión, la publicidad decía de ambos modelos que eran más gruesos. El Master Tazo sí lo era visiblemente, sin embargo el Mega Tazo tan solo era un milímetro más alto que los demás (por la capa de pintura de la ilustración). En otras colecciones hubo solo Metalix y Classic, pero en la colección de "El tigre" hubo Mega Prismatic y Gold.

### Master Tazo
No tardaron en llegar los Master Tazos, unos tazos con un tamaño y peso notablemente superior al de los normales, y como no podía ser de otra forma, se conseguían dentro de las bolsas de aperitivos de tamaño grande. Eran cinco en total, de diferentes colores, y cuyo dibujo eran perfiles en relieve de los Tiny Toons. En los populares Porta-tazos, se regalaba un Master Tazo especial, completamente negro exceptuando la silueta del personaje que era de un color brillante (verde, plateado, etc.). Valían 5 puntos y eran complicados de derribar con tazos de tamaño normal. En la promoción de Plants vs. Zombies se resurgen los Master Tazos con la diferencia que ahora son armables.
Con los Master Tazos las ganancias se incrementaban en cada lanzamiento, y por lo tanto también las pérdidas.

### Macrotazos
Chester, la nueva mascota de los Cheetos, se hizo la protagonista de estos tazos. Los Macrotazos tenían un diámetro superior al de los tazos convencionales e incluso al de los enormes Master-Tazos, pero eran más delgados que estos últimos. Gracias a sus enormes dimensiones, eran más complicados de voltear.

### Porta-Tazos
Esto en realidad no era un tazo, sino un objeto con forma de cilindro para llevar tazos y facilitar su transportación. Fueron muy famosos en los 90 y 2000 y sacaron más versiones,como el porta tazos doble o el porta tazos Pokemon. Matutano los promocionaba mucho, y, la última aparición de los porta tazos fue con la marca de snacks grefusa y su porta tazos, el porta discos.

## Colecciones de Tazos en México (1994-2020, 2023, 2024-presente)
- Looney Tunes (1994): Colección de 100 Tazos.
- Looney Tunes (1994): Colección de 100 Giratazos.
- Tiny Toons (1994): Colección de 124 tazos (1 al 50 lenticulares clásicos / 51 al 100 lenticulares supertazos / 101 al 120 mastertazos / 121 al 124 megatazos acrílico).
- Los Caballeros del Zodiaco (1994): Colección de 40 tazos y 40 variantes en versión giratazos.
- Hanna Barbera y Los Simpson Armatazos (1995): Colección de 100 tazos "armables". Más 91 variantes en versión vuela tazos.
- Pokémon 1 (2000): Colección de 51 tazos. Más variantes.
- Pokémon 2 (2000): Colección de 100 tazos. Más variantes.
- Pokémon 2 3D (2000): Colección de 30 tazos lenticulares. Más variantes.
- Dinosaurio (2000): Colección de 51 tazos.
- Pokémon 3 (2001): Colección de 88 tazos, (50 con la palabra "ESPECIAL" en la parte posterior y 38 con estampa).
- Medabots (2003): Colección de 140 tazos (70 tazos clásicos y 70 tazos metalix).
- Dragon Ball Anima2 (2003): Colección de 14 tazos.
- Dragon Ball Z Anima2 (2003): Colección de 15 tazos.
- Dragon Ball GT Anima2 (2003): Colección de 16 tazos.
- Dragon Ball Z Metalix (2003): Colección de 60 tazos.
- Yu-Gi-Oh! X años (2004): Colección de 100 tazos + 1 tazo edición especial de Exodia (1 al 20 Shiny / 21 al 35 metalix / 36 al 50 Silver / 51 al 65 classic / 66 al 85 crystal / 86 al 100 fly).
- Mucha Lucha (2005): Colección de 150 tazos.
- Mucha Lucha 2: La Revancha (2005): Colección de 180 tazos.
- Open Season:(2006): Colección de 15 mega tazos (Cheetos sorpresa).
- La Era de Hielo 2 (2006): Colección de 15 mega tazos (Cheetos sorpresa).
- Los Simpson (2006 - 2007): Colección de 144 tazos.

- Shrek tercero (2007): Colección de 15 mega tazos.
- Bob Esponja (2007): Colección de 163 tazos + 8 tazos de Chester Cheetos y 1 Cupón canjeable.
- Pokémon 4 (2008 Enero-Marzo): Colección de 235 Tazos incluye 15 Rockaletas sonrics tazos además de 420 rebotazos que son 14 Variantes de colores diferentes por cada uno 30 rebotazos
- El Tigre: las aventuras de Manny Rivera (2008) Colección de 200 Tazos.
- WWE (2009): Colección de 176 Tazos.
- Nickelodeon: ICarly, Drake y Josh y Bob Esponja (2010): Colección de 195 tazos + 30 mini tazos Marinela.
- Funki Punky Extremo (2011): Colección de 278 tazos + 1 cupón canjeable + 5 tazos especiales Wiwichus de Pepsi.
- Angry Birds (2011 - 2012): Colección de 240 tazos + 2 cupones canjeables.
- La Era de Hielo 4 (Q-Bitazos) (2012): Colección de 300 tazos + 8 mini vuela kkwa tazos silver + 8 mini vuela kkwa tazos gold. (1 al 15 Mega Q-Bitazos / 16 al 29 Q-Bitazos / 30 al 44 Mega Q-Bitazos / 45 al 180 Q-Bitazos / 181 al 200 Stickers / 201 al 280 Q-Bitazos / 281 al 300 Mega Q-Bitazos).
- Los Simpson (2012): Colección de 304 Tazos. Más 35 variantes.
- Tazos The Looney Tunes Show (2012) (150 Metálicos), en Galletas La Moderna. Más 150 Metálicos en sopas Tres Estrellas.
- Angry Birds Space (2012-2013): Colección de 302 tazos.
- Plants vs Zombies (2013): Colección de 309 tazos + 1 cupón canjeable.
- Universo Cartoon Network (2013): Colección de 180 tazos. (80 de Sabritas y 100 de Gamesa).
- Super Funki Punky (2013): Colección de 236 Tazos.
- 20 Aniversario de Tazos: Bob Esponja, WWE, y Looney Tunes (2014) Colección de 150 tazos. Más 14 variantes de sonrics: 5 de Looney Tunes y 9 de WWE.
- PeloTazos Sabritas (2014): Colección de 127 Tazos (edición especial por el mundial Brasil 2014).
- Las Tortugas Ninja (2014): Colección de 50 Tazos + 1 Cupón canjeable. (Bombiux - Sonric's).
- Los Minions (2015): Colección de 150 tazos + 1 Cupón canjeable.
- Tazos Subway Surfers (2015): Colección de 100 Tazos (Gamesa).
- Batman vs Superman (2016): Colección de 150 Tazos.
- La vida Secreta de tus Mascotas (2016): Colección de 120 tazos (1 al 30 Classic / 31 al 50 Foil Sandy / 51 al 65 Prismatic / 66 al 85 Glass Glitter / 86 al 100 Clear / 101 al 120 Metalix).
- Mi Villano Favorito 3 (2017): Colección de 80 Tazos.
- 75 aniversario Sabritas (2018): Colección de 75 Tazos (Con Código), 75 variantes sin código (torneo nacional), 8 Tazos de Grupos Musicales Participantes en Torneo y 1 Edición Especial (El Sol).
- Dragon Ball Z (X-feras del Dragón) (2018): Colección de 100 Tazos.
- UEFA Champions League (2019):  Colección de 27 tazos (Las sedes y el marcador).
- Spider-Man Lejos de casa (2019): Colección de 50 Tazos y 25 Lenticulares.
- Dragon Ball Super (2019): Colección de 100 Tazos + 8 Xferas del Dragón (Presenta 40 variantes en Prismáticos).
- UEFA Balones Históricos (2020): Colección de 20 PeloTazos.
- Pac-man 40 aniversario (2020): Colección de 100 tazos + 60 variantes (Sabritas).
- NFL (2020): Colección de 32 tazos en forma de balón de Fútbol Americano.
- NFTazos Checo Pérez (2023): Colección de 10 tazos físicos versión Clásico de Checo Pérez en colaboración con el Ruffles Racing Team y Joy App.
- Selección Mexicana (2024): Colección 20 Tazos + 1 Mega

## Tazos en Argentina
Desde mediados de la década del 90 en Argentina comenzaron a tener notoriedad los distintos tipos de tazos que comenzaron a incluirse en los paquetes de snacks de la compañía PepsiCo, las distintas colecciones incluían los personajes de caricaturas de la Warner Brothers, colecciones independientes de temáticas varias, y hacia fines de la década por los avances que prometía el Y2K (el año 2000) salió al pública la icónica colección "Contacto Alien" con diferentes premios y accesorios. Ya en el año 2000 alcanzaron una gran popularidad los tazos y gigantazos de Pokémon que incluían también los paquetes de snacks de la compañía PepsiCo. Se caracterizaban los tazos por representar las imágenes de los pokémon en su forma básica, mientras los gigantazos, que tenían un diámetro considerablemente mayor, acuñaban las formas evolucionadas de los pokémon. En los años subsiguientes siguieron saliendo distintos tipos de tazos y diversas colecciones hasta fines de la década del 2000 pero la popularidad de éstos era menor.

## Tazos en Colombia
Los "Tazos" en Colombia llegaron gracias a la marca de Frito Lay siendo esta conformada por marcas comestibles como:
- Doritos
- Papas Margarita
- Gudiz
- Cheetos
- De Todito
- Cheese tris
- Choclitos 
- Natuchips
Estas marcas fueron las que hicieron la producción y exportación de Tazos para toda Colombia, casi siempre siendo Doritos, De Todito, Papas margaritas y Cheetos las que eran seguras que traían la promoción, este último con la gran excepción de tener bajo su propia marca los denominados Cheetos Sorpresa los cuales traían en su interior Tazos de la promoción pero adaptados a un lanza Tazos o lanza frisby.
Colombia no acostumbra a tener muchas promociones de Tazos lo cual se ve en las distintas promociones, en la década de los 90 y parte de los 2000 fue cuando la marca más colecciones añadió a sus promocionales dando así una promoción por año, sin embargo, esto no fue un gran éxito como se esperaba haciendo que la marca lance Tazos en tiempos muy específicos con lapsos que a veces llegan a durar años.
El gran problema se da con el declive ocurrido en el 2010 cuando la marca lanzo Tazos con la licencia de El último maestro del aire siendo 100 tazos en su apartado incluyendo plateados con relieve, clásicos, transparentes y los ya mencionados de Cheetos sorpresa, el declive llega porque esta licencia no fue del agrado del público teniendo en cuenta que no fue una marca llamativa sumado al fracaso que resultó ser la película, después de un lapso de dos años la marca recuperó su importancia con este producto al sacar la promoción de Angry Birds y un año después la de Angry Birds Space, sin embargo, no fue un gran éxito como la promoción del año 2014 la cual fue con la licencia de Los Simpson, sin embargo, la marca volvió a ver una falla en su producto el año 2015 con la colección de Liga de la Justicia, esto porque atrás quedaron los diseños llamativos haciendo Tazos con malos diseños y los especiales muy simples. No fue hasta 2019 que ya como marca independiente Papas Margarita saco su promocional de la Champions League, haciendo esto durante el año 2020 y 2021 con diferentes ediciones, hasta el momento esas son las últimas colecciones que salieron sobre los tazos en Colombia, se ve lejos la posibilidad de que estas vuelvan ya que los comestibles de Colombia no suelen darle mucha importancia a los Tazos
Un punto aparte que merece ser mencionado es los ya dichos "lanza tazos de cheetos" esto porque casi siempre era una colección pequeña costando de tan solo 30 tazos con su respectivo lanzador, estas colecciones son por mucho las más complejas de conseguir o completar puesto que la gente las dejó desapercibidas.

### Colecciones de Tazos en los últimos años
- 2009: Avatar: la leyenda de Aang (70 tazos) Diseños: clásico

- 2010: El último maestro del aire (100 tazos) Diseños: Plateado, Dorado, Clásico, Transparente

- Cheetos sorpresa (30 lanza tazos) 
- 2011: Ben 10: Ultimate Alien (100 tazos) Diseños: Plateado, Dorado, Clásico, Relieve

- Cheetos sorpresa (30 lanza tazos)
- 2013: Angry Birds (100 tazos) Diseños: Silver, Gold, Classic, Ultraprismatic

- Cheetos sorpresa (30 lanza tazos)
- 2014: Angry Birds Space (100 tazos) Diseños: Silver, Classic, Ultraprismatic

- Cheetos sorpresa (30 lanza tazos)
- 2014: Los Simpson (100 tazos) Diseños: Silver, Gold, Ultra prismatic
- 2015: Liga de la Justicia (100 tazos) Diseños: Silver, Classic, Prismatic

- Cheetos sorpresa (30 tazos)
2024 selección mexicana (20 tazos)
- 2019: Liga de Campeones de la UEFA logos (28 tazos) Diseños: Clásico
- 2020: Liga de Campeones de la UEFA balones (20 tazos) Diseños : Clásico
- 2021: Liga de Campeones de la UEFA Golazos (50 tazos) diseños: Clásico

## Otras colecciones
- Disney (1995) Taps y Tazos de Sonrics
- Animaniacs (1995) Taps y Tazos de Sonrics
- Star Wars 20 Aniversario (1997) Sabrigalácticos de Sabritas
- Dragon Ball Z (1997): Colección de 50 Yokos de Sabritas
- Ranma ½ (1998) Yokos de Sabritas
- Pokémon: La película 2000 (2000) Piks de Sabritas.
- Digimon (2001) Digi Poks de Ricolino.
- Ultimate Marvel (2002) Spiners de Sabritas.
- Justice League (2003) Spiners de Sabritas
- Yu-Gi-Oh (2005) Chokas de Sabritas
- Harry Potter y el cáliz de fuego (50 Medallazos de Imagics) (2005).
- Mini futcards 41 tarjetas de Barcel (2005).
- Portavasos Huevocartoon (2006): 10 piezas
- Pamboleros Cartoon Network (2006) Tazos gruesos y ondulados de Sabritas.
- Pogs Tazos en forma de Rueda Bridgestone de Barcel, (Colección de 24 Piezas) (2006).
- Playeritas Kicks de Equipos de Fútbol Méxicano (2006-2007): 130 identificadas de Barcel
- Escudazos Shrek tercero (2007).
- Héroes vs. Villanos de Disney (2007) 44 Medallazos de Imagics
- Danny Phantom (2007) Spiners de Sabritas
- Giratazos Lenguas de DragoneX de Barcel (Colección de 20 Piezas) (2007).
- Giratazos Marvel Extreme de Barcel (2008).
- CD Kicks (2008) 24 diferentes de Barcel.
- Naruto (2009) Spiners de Sabritas
- Giratazos Monsters vs Aliens de Bimbo (2009).
- Porta Vasos Monterrey FC (2009), en Ruffles tamaño familiar.
- Bob Esponja (2009) (30 pocks), en empaques de Marinela
- Tarjetas WWE Topps Slam Attax Trading Card Game Evolution de Sabritas (2009).
- Tarjetas Star Wars The Clone Wars de Sabritas (2009).
- Giratazos Transformers: la venganza de los caídos de Barcel (2012).
- Tarjetas Avengers: La Era de Ultron de Sabritas, (Coleccion de 144 Tarjetas) (2015).
- Estampas Super Mario Bros (2016).
- Pinky Pow Funky Tubers (2021) 32 powcaps de Vualá Sorpresa.
- Plants vs Zombies (2023) Colección de 20 Mega Caps de Vualá Sorpresa, hay variantes, se cree que son 10.
- Angry Birds 2 (2023-2024) Coleccion de 22 Caps, 14 de metal y 8 especiales.

## Tazos en otros países
- El Último Maestro del Aire (2010): Colección de 150 tazos (Perú y Colombia)
- Avatar: La Leyenda de Aang (2009): Colección de 70 tazos (Colombia)
- Angry Birds Go! Frito Lay, Gamesa, Cheetos Sorpresa y Quaker (2015) Colección de 180 tazos (Centroamérica)
- Dragon Ball Z Gamesa: Colección de 30 tazos (Centroamérica)
- Dragon Ball GT Gamesa: Colección de 30 tazos (Guatemala)
- Chiquito de la Calzada (1994): Colección de  Tazos (España)
- Ben 10 (2009): Colección de  Tazos (España)
- Bad Bunny (2019): Colección de 5 Tazos (Guatemala)
- Mortal kombat (2021): Colección de 100 Tazos (Brasil)
- Ben 10 Ultimate Alien (2011) Frito lay: coleccion de 100 tazos (colombia)

## Pogs (Estados Unidos y Canadá)
Siempre ha existido un gran debate en el mundo de los coleccionables sobre si los Pogs pueden considerarse tazos o no.

## Tipos
- Classic (tazos normales, hechos de plástico con imágenes)
- Giratazos (tazos que giran, parecidos a los classic)
- Super (con un sticker parecido)
  - Super Giratazo
  - Super Tazo Armable
- Mastertazos (hechos de plástico, con un grosor de cinco tazos classic)
  - Master Giratazo
  - Master Tazo Armable
- Gigatazos: aún más grandes que los megatazos.
- Mega (incluyendo Mega-Metalix, Mega-Classic, Mega-Crystal, Mega-Gold (en metal y en plástico), Mega-prismatic) 
  - Mega Giratazo
- Metalix (tazos metálicos, a color normal)
- Shiny (tazos brillantes y tienen nylon pegado)
- M. Silver (tazos iguales a los metalix pero con fondo plateado)
- Cromix (tazos que brillan por todas partes)
- Glanz (tazos plateados, y raspados)
- Crystal o Clear (tazos hechos de plástico y nylon con imagen que la adelantera y la trasera es igual y lo demás, transparente)
- Air (tazos con imagen inflada)
- Fly (tazos que vuelan)
- Glass (tazos hechos de vidrio de plástico de diferente color)
- M. Gold (tazos de metal con fondo dorado)
- Laser (tazos hechos de plástico y papel aluminio y que brillan de luz como linterna)
- Antique (tazos metálicos y raspados)
- Prismatic (tazos que brillan a colores, como destellos de un CD)
- Holoprismatic (idénticos a los Prismatic, pero con nylon pegado)
- Ultraprisma (tazos que brillan a colores por los dos lados y son plateados)
- Shiny+ (tazos iguales a los Shiny, pero brillan por los dos lados)
- Rebotazos (tazos que rebotan; la parte de alrededor es de hule como llanta a distinto color por adentro es classic)
- De Peluche (tazos más pequeños, parecidos a los classic; se absorbe, con pieles de felpa)
- Solar (tazos metálicos con fondo blanco y una sustancia pegada formando figuras, que con la luz solar cambian de color)
- Glitter (tazos estilo Crystal con brillantina a sus alrededores; también los hay de metal)
- Anima2 (tazos con imagen que se mueve de arriba y abajo; es como hacer película)
- Ninja (tazos en forma de shuriken)
- Fusion (al meterlos en agua cambian de color)
- Pearl (TAzos como los prismatic, solo que estos tienen delineación en relieve del personaje)
- Pocks (Tazos iguales a los classics pero son menores que esos; así se llaman en inglés)
- Tazo Armable (Tazos que se pueden armar)
  - Tazo Armable Volador o Vuela Tazos (Tazos que son para armar pero también para lanzar y chocar)
- Oktazo (tazo en forma octagonal, hay en classic, ultraprimatic, wrinkle, sandy y prismatic)
- Sabri-Tazo
- Dino-Tazo
- AeroTazo
- Metaltazo
- Magic
- Foil
- Silver gold (Tazos parecidos a los prismatic, pero sin los destellos, y son brillosos)
- Lenticular (Tazos que se mueven, Son tazos con imagen que se mueve de arriba y abajo; es como hacer película, similares a los Anima2)
- Q-bi Tazo (Tazo cuadrado, puedes armar cubos y completar el rompecabezas, también son conocidos como Yokos)
- Wrinkle (Tazo con textura arrugada parecidos a los Lasser y Sandy)
- Glow (Tazo que brilla en la oscuridad)